# Somers (Wisconsin)
Somers – miasto w Stanach Zjednoczonych, w stanie Wisconsin, w hrabstwie Kenosha.